# Blay
Pour les articles homonymes, voir Blay (homonymie).
Blay est une commune française, située dans le département du Calvados en Normandie, peuplée de 358 habitants (les Blaviens).

## Géographie
La commune de Blay est située à 12 km à l'ouest de Bayeux et à 7 km de Trévières, dans le Bessin, dans la vallée de la Tortonne.
| Mandeville-en-Bessin, Saon | Mosles                      | Mosles, Crouay |
| Saon                       | Blay                        | Crouay         |
| Le Breuil-en-Bessin        | Le Breuil-en-Bessin, Crouay | Crouay         |

### Hydrographie
La commune est située dans le bassin Seine-Normandie. Elle est drainée par la Tortonne, le Marais, le Douet Berot, la Tortonne, le Douet de Courtelay et le Douet de Moulagny,,.
La Tortonne, d'une longueur de 18 km, prend sa source dans la commune de Balleroy-sur-Drôme et se jette  dans l'Aure à Trévières, après avoir traversé onze communes. 

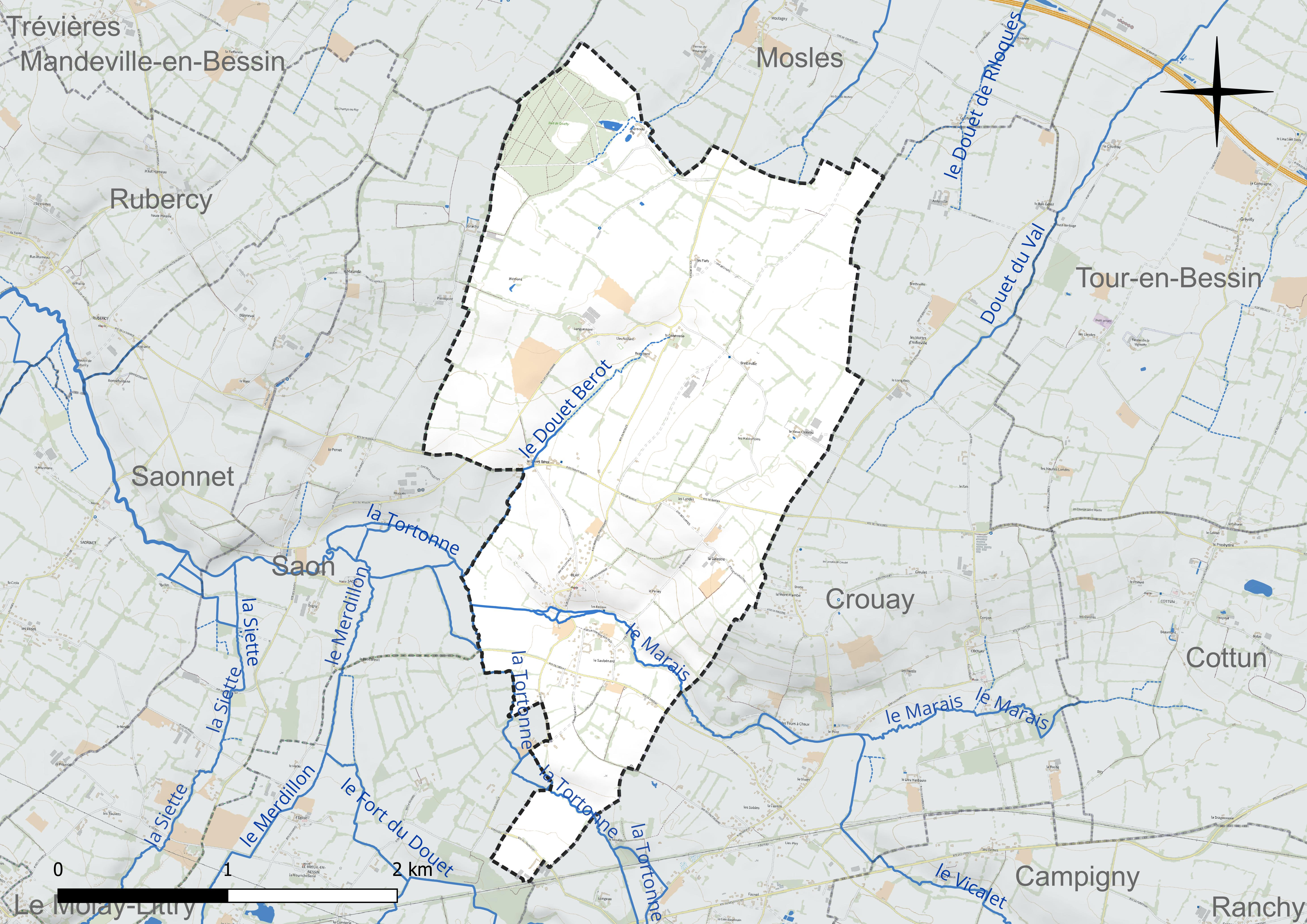
Réseau hydrographique de Blay.

### Climat
Pour des articles plus généraux, voir Climat de la Normandie et Climat du Calvados.
En 2010, le climat de la commune est de type climat océanique franc, selon une étude du CNRS s'appuyant sur une série de données couvrant la période 1971-2000. En 2020, Météo-France publie une typologie des climats de la France métropolitaine dans laquelle la commune est exposée à un climat océanique et est dans la région climatique  Normandie (Cotentin, Orne), caractérisée par une pluviométrie relativement élevée (850 mm/a) et un été frais (15,5 °C) et venté. Parallèlement le GIEC normand, un groupe régional d'experts sur le climat, différencie quant à lui, dans une étude de 2020, trois grands types de climats pour la région Normandie, nuancés à une échelle plus fine par les facteurs géographiques locaux. La commune est, selon ce zonage, exposée à un « climat maritime », correspondant au Cotentin et à l'ouest du département de la Manche, frais, humide et pluvieux, où les contrastes pluviométrique et thermique sont parfois très prononcés en quelques kilomètres quand le relief est marqué.
Pour la période 1971-2000, la température annuelle moyenne est de 10,7 °C, avec  une amplitude thermique annuelle de 11,5 °C. Le cumul annuel moyen de précipitations est de 779 mm, avec 12,8 jours de précipitations en janvier et 7,8 jours en juillet. Pour la période 1991-2020, la température moyenne annuelle observée sur la station météorologique la plus proche, située sur la commune de Balleroy-sur-Drôme à 10 km à vol d'oiseau, est de 11,2 °C et le cumul annuel moyen de précipitations est de 924,3 mm,. Pour l'avenir, les paramètres climatiques de la commune estimés pour 2050 selon différents scénarios d'émission de gaz à effet de serre sont consultables sur un site dédié publié par Météo-France en novembre 2022.

## Urbanisme

### Typologie
Au 1er janvier 2024, Blay est catégorisée commune rurale à habitat dispersé, selon la nouvelle grille communale de densité à 7 niveaux définie par l'Insee en 2022.
Elle est située hors unité urbaine. Par ailleurs la commune fait partie de l'aire d'attraction de Bayeux, dont elle est une commune de la couronne,. Cette aire, qui regroupe 29 communes, est catégorisée dans les aires de moins de 50 000 habitants,.

### Occupation des sols
L'occupation des sols de la commune, telle qu'elle ressort de la base de données européenne d'occupation biophysique des sols Corine Land Cover (CLC), est marquée par l'importance des territoires agricoles (95,1 % en 2018), une proportion identique à celle de 1990 (95,1 %). La répartition détaillée en 2018 est la suivante : 
prairies (63,8 %), terres arables (31,2 %), forêts (4,9 %). L'évolution de l'occupation des sols de la commune et de ses infrastructures peut être observée sur les différentes représentations cartographiques du territoire : la carte de Cassini (XVIIIe siècle), la carte d'état-major (1820-1866) et les cartes ou photos aériennes de l'IGN pour la période actuelle (1950 à aujourd'hui).

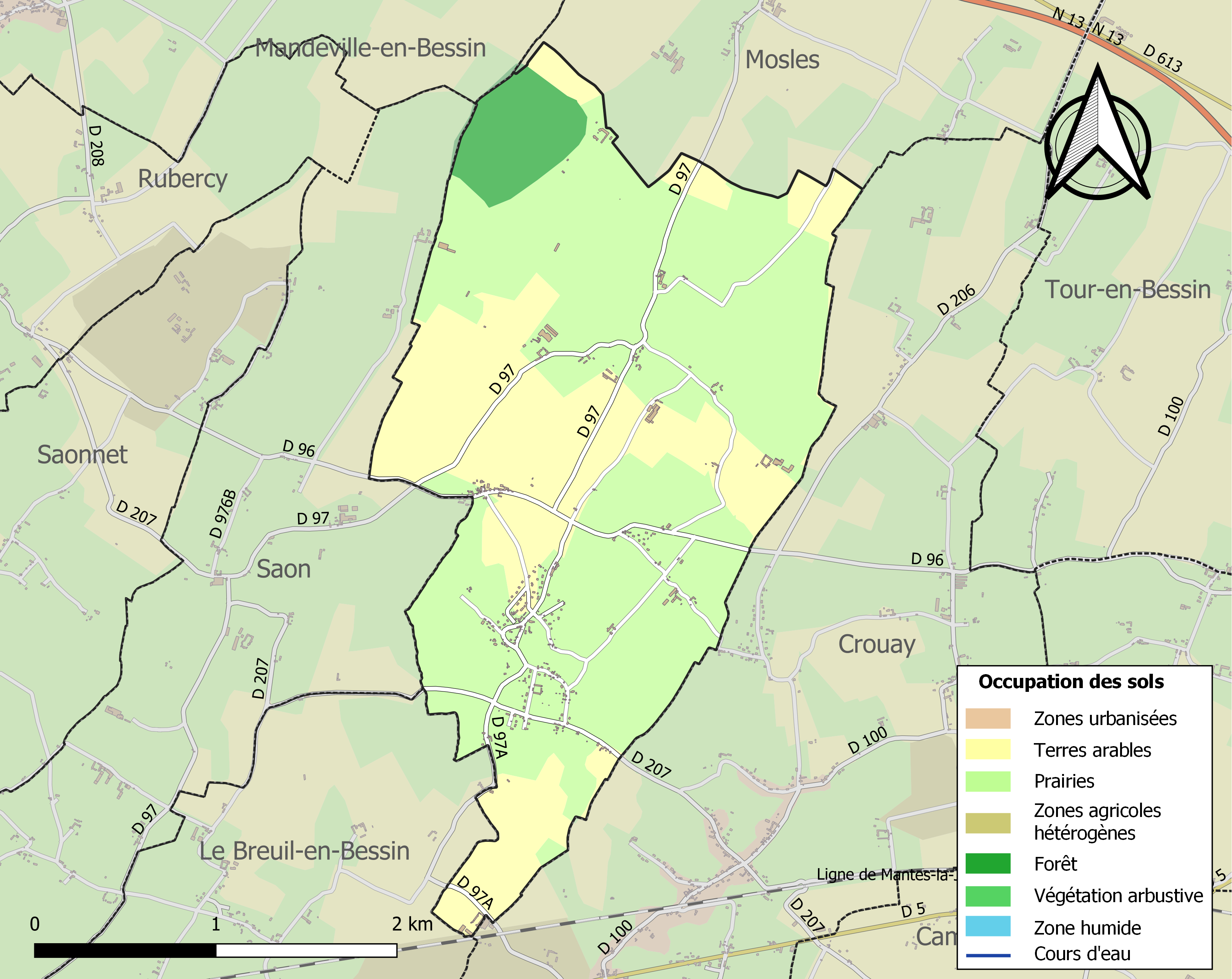
Carte des infrastructures et de l'occupation des sols de la commune en 2018 (CLC).

## Toponymie
Le nom de la localité est attesté sous les formes Bleis en 1077, Bleer, Bler en 1082, Blet en 1086, Blé en 1200.
Toponyme d'origine gauloise signifiant « pâle, livide, blond ».

## Histoire

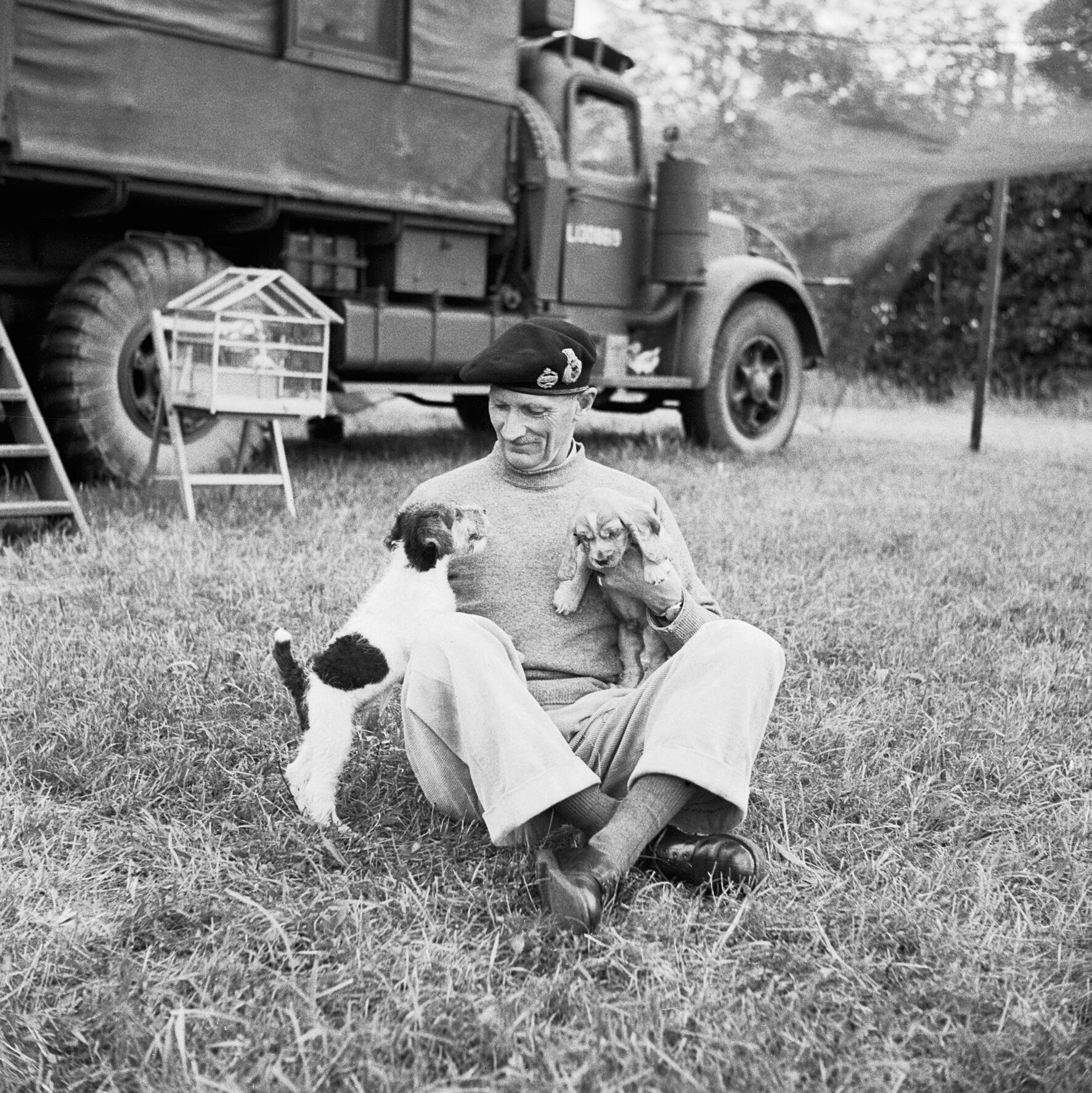
Le général Montgomery à son QG de Blay le 6 juillet 1944, avec ses jeunes chiens « Hitler » et « Rommel ». Derrière-lui, sa cage de canaris avec laquelle il voyage aussi.

Le village de Blay est libéré le 9 juin 1944. Le général Montgomery y installe son quartier général mobile du 23 juin au 3 août 1944, pendant une partie de la bataille de Normandie.
En 1964, des fouilles archéologiques mettent au jour des sarcophages et du mobilier mérovingiens.

## Politique et administration
| Période                                  | Période    | Identité             | Étiquette | Qualité               |
| ---------------------------------------- | ---------- | -------------------- | --------- | --------------------- |
| Les données manquantes sont à compléter. |            |                      |           |                       |
| avant 1995                               | ?          | Marie-Louise Cambron |           |                       |
| ?                                        | mars 2008  | Jean-Pierre Coupry   | SE        | Agent des impôts      |
| mars 2008                                | avril 2014 | Damien Jumeau        | SE        | Informaticien         |
| avril 2014                               | En cours   | Philippe Launay      | SE        | Ingénieur en retraite |

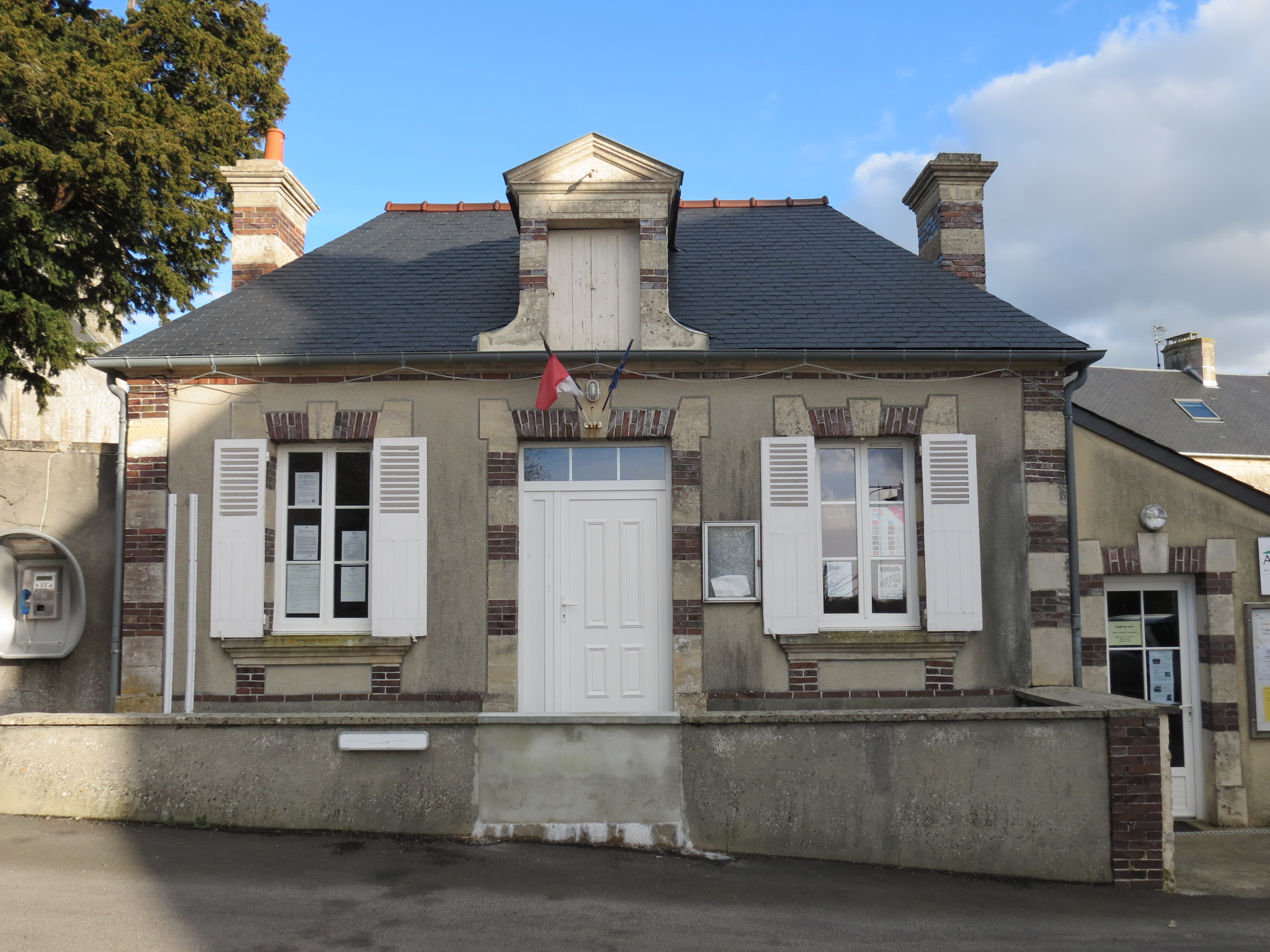
La mairie.

Le conseil municipal est composé de onze membres dont le maire et deux adjoints.

## Population et société

### Démographie
L'évolution du nombre d'habitants est connue à travers les recensements de la population effectués dans la commune depuis 1793. Pour les communes de moins de 10 000 habitants, une enquête de recensement portant sur toute la population est réalisée tous les cinq ans, les populations de référence des années intermédiaires étant quant à elles estimées par interpolation ou extrapolation. Pour la commune, le premier recensement exhaustif entrant dans le cadre du nouveau dispositif a été réalisé en 2005.
En 2022, la commune comptait 358 habitants, en évolution de −6,77 % par rapport à 2016 (Calvados : +1,58 %, France hors Mayotte : +2,11 %).
Blay a compté jusqu'à 520 habitants en 1831.
| 1793 | 1800 | 1806 | 1821 | 1831 | 1836 | 1841 | 1846 | 1851 |
| ---- | ---- | ---- | ---- | ---- | ---- | ---- | ---- | ---- |
| 474  | 471  | 505  | 469  | 520  | 470  | 431  | 430  | 425  |

| 1856 | 1861 | 1866 | 1872 | 1881 | 1886 | 1891 | 1896 | 1901 |
| ---- | ---- | ---- | ---- | ---- | ---- | ---- | ---- | ---- |
| 404  | 400  | 403  | 362  | 307  | 322  | 316  | 277  | 299  |

| 1906 | 1911 | 1921 | 1926 | 1931 | 1936 | 1946 | 1954 | 1962 |
| ---- | ---- | ---- | ---- | ---- | ---- | ---- | ---- | ---- |
| 273  | 248  | 222  | 249  | 236  | 239  | 291  | 260  | 236  |

| 1968 | 1975 | 1982 | 1990 | 1999 | 2005 | 2006 | 2010 | 2015 |
| ---- | ---- | ---- | ---- | ---- | ---- | ---- | ---- | ---- |
| 184  | 217  | 215  | 239  | 267  | 286  | 300  | 373  | 386  |

| 2020 | 2022 | - | - | - | - | - | - | - |
| ---- | ---- | - | - | - | - | - | - | - |
| 364  | 358  | - | - | - | - | - | - | - |

## Culture locale et patrimoine

### Lieux et monuments
- Manoir de Cléronde, construit en 1639, inscrit aux Monuments historiques[28].
- Église Saint-Pierre (XIIIe siècle, remaniée au XIXe siècle). Elle fut sous le patronage de l'abbaye d'Ardenne, à Saint-Germain-la-Blanche-Herbe, de 1166 à la Révolution française. Elle a probablement été construite par les seigneurs du Molay au Xe siècle dans le cimetière mérovingien utilisé aux VIIIe et IXe siècles.
- Moulin sur la rivière du Ridel. Il fut moulin à grains, cidrerie, puis scierie.